# Фортуњо (Рагуза)
Фортуњо је насеље у Италији у округу Рагуза, региону Сицилија.
Према процени из 2011. у насељу је живело 23 становника. Насеље се налази на надморској висини од 586 м.